# Не 24-годинний розлад сну та неспання
Не 24-годинний розлад сну й неспання (не-24 або N24SWD) — це хронічний розлад циркадного ритму сну (CRSDs), котрий характеризується щоденною хронічною затримкою початку сну та часу пробудження індивіда. Симптоми виникають, коли циркадний ритм відхиляється від природнього циклу сну-неспання. Найбільш вразливою групою населення для даного розладу є люди із наявними проблемами зору, зокрема ті, що страждають на повну сліпоту, загальна частка котрих зараз становить 70 %, хворих на не-24. Однак він також може вражати і зрячих людей. Не-24 може також виникати і при інших психічних розладах, як-от: біполярний афективний розлад, депресія або при наявності черепно-мозкової травми.

## Не-24 у зрячих людей
Організм людей, що страждає на не 24-годинний розлад сну та неспання, має тенденцію сприймати тривалість доби значно довшою або коротшою (трапляється рідше) за 24 години, через що організм не адаптується до зовнішнього циклу світла та темряви, що унеможливлює сон у нормальний час, а також спричиняє щоденні зрушення інших аспектів циркадного ритму (час піку активності організма, мінімальна температура тіла, метаболізм, секреція гормонів тощо). В результаті Не-24 призводить до того, що цикл сну та неспання людини змінюється щоденно, в залежності від тривалості циклу, зрештою повертаючись до «нормального» стану на один-два дні, перш ніж «згаснути» знову.
Людям, які страждають на даний розлад, як правило, важко пристосуватися до змін при «нормальних» циклах сну та неспання: складнощі насамперед можуть виникнути під час відпустки, проживанню стресових подій, змін часового поясу або перехід на літній час, при хворобах, при вживанні лікарських засобів (особливо стимуляторів або заспокійливих), при зміні положення Сонця в різні пори року та при фізіологічному зростанню тіла. Такі люди також демонструють нижчу схильність до сну після його повного позбавлення, ніж люди з унормованим сном.
Не-24 може виникнути в будь-якому віці, нерідко в дитинстві. Іноді йому передує синдром затримки фази сну.
Як правило, не 24-годинний розлад сну та неспання серйозно погіршує здатність функціонування людини в навчальних закладах, на роботі та при соціальній взаємодії з іншими. Такі люди частково або повністю не можуть виконувати заплановані щоденні дії та ефективо працювати на власному робочому міці. Спроби дотримання звичайного графіка зазвичай призводять до безсоння та надмірної сонливості, а також до безлічі інших порушень, пов'язаних із хронічним недосипанням.

## Не-24 у сліпих людей
Встановлено, що не 24-годинний розлад сну та неспання зустрічається у більшості людей, що страждають на сліпоту. Розлад може виникнути в будь-якому віці, починаючи з народження. Зазвичай це відбувається незабаром після втрати зору або видалення очей. 
За рахунок того, що сітківка ока не реагує на світло, його супрахіазматичне ядро (SCN), котре розташоване в гіпоталамусі, не синхронізується із щоденним 24-годиним циркадний ритмом, що призводить до того, що для багатьох сліпих людей тривалість дня відчувається довшою або коротшою за 24 години. Однак не-24 рідко зустрічається серед пацієнтів із вадами зору, які зберігають принаймні деяке сприйняття світла. Останні дослідження вказують на те, що навіть мінімальне освітлення вночі може вплинути на біологічний годинник.

## Симптоматика
Через порушення біологічного годинника людям із не 24-годинним розладом сну та неспання важко орієнтуватися у часі та дотримуватися фактичного годинника. Це впливає на стабільну сонливість вдень і хронічне безсоння вночі.
Загальна сиптоматика розладу дуже подібна до симптомів депривації сну та може включати наступне:
- Апраксія;
- Когнітивна дисфункція;
- Труднощі з концентрацією уваги ;
- Депресивні настрої;
- Діарея;
- Надмірна нудота;
- Надмірне відчуття втоми;
- Втрата волосся;
- Головні болі;
- та інше.

## Причини
Причини не 24-годинного розладу сну та неспання можуть бути як і зовнішні, так і внутрішні. Серед зовнішніх причин виділяють ізоляцію людини від щоденних циклів світла (наприклад, робота в середовищі, повністю позбавленому природного освітлення), а до внутрішніх відносять конкретний стан організму, пов'язаний із психо-фізіологічними порушеннями, наприклад сліпота або неправильна біохімічна реакція на світло у суб'єкта можуть перешкоджати нормальному рівню виділення мелатоніну — хімічної сполуки, що відповідає за регуляцію сну, і його виділення залежить від кількості світла, котра потрапляє в очі.

### Причини не-24 у людей із нормальним зором
Люди з нормальним зором, як правило, набагато рідше страждають на не 24-годинний розлад сну та неспання, ніж сліпі люди з цим розладом, тому етіологія їхнього циркадного розладу менш вивчена. Зафіксовано декілька випадків розвитку не-24 у зрячої людини, серед яких причинами були травма голови, "велика аденома гіпофіза, яка включала хіазму зорового нерва ". Таким чином, дослідження причин не-24 в першу чергу стоїть як питання неврології. Зокрема, вважається, що розлад виникає через ненормальне функціонування супрахіазматичного ядра (SCN) у гіпоталамусі. В інших випадках причиною розладу може бутихронотерапія як призначене лікування синдрому затримки фази сну. «Дослідження на тваринах показують, що гіперніктогемеральний синдром може виникнути внаслідок фізіологічного подовження циклу сон-неспання за допомогою хронотерапії». За даними Американської академії медицини сну (AASM) «пацієнти з ритмами вільного сну (FRD) відображають невдачу при синхронізації біологічних та психічних ритмів».
Було проведено кілька експериментальних досліджень про людей із нормальним зором, хворих на не-24. Так, МакАртур зафіксував лікування зрячого пацієнта, який «виявився нечутливим до яскравого світла» (відсутня нормальна реакція мозку чи сітківки на світло). Одне дослідження довело, що люди з даним розладом схильні бути суб'єктивно чутливими до світла. У 2002 році Учіяма обстежили п'ятьох зрячих пацієнтів віком до 24 років, цикл сну та неспання яких в середньому становив 25,12 години, що є значно більшим показником, ніж середнє значення в 24,02 години. У літературі зазвичай йдеться про «одну-двогодинну» затримку на 24-годинний день (тобто 25-26-годинний цикл). 
До цього Учіяма визначив, що мінімальна температура тіла у зрячих людей з не-24 виникає набагато раніше під час епізоду сну, ніж у нормі за дві години до пробудження. Вчені також припустили, що довгий інтервал між падінням температури та пробудженням робить освітлення після пробудження неефективним.
Під час власного клінічного огляду 2007 року Окава та Учіяма з'ясували, що зрячі люди з не-24 мають середню тривалість сну від дев'яти до десяти годин, а їхні циркадні періоди в середньому становлять 24,8 години.

### Причини не-24 у людей із сліпотою
Як вже було згадано раніше, більшість людей з не-24 є повністю сліпими. Дана закономірність пояснюється передусім тим, що фотони світла не мають змоги впливати на циркадний ритм людини. При цьому, не-24 рідко зустрічається серед людей із вадами зору, що зберігають принаймні якесь сприйняття світла — навіть мінімальний вплив світла може синхронізувати біологічний годинник. Також було зафіксовано декілька випадків, коли сліпі люди нормально реагують на світло, або скоріш на його відстуність, все одно виробляючи мелатонін, що вказує на збереження нервових шляхів між сітківкою та гіпоталамусом.

## Циркадний ритм
Усі живі тварини мають внутрішній годинник, або циркадний ритм, близький до 24 годин в добі. Для людей середня тривалість становить 24 години і 20 хвилин. Однак існують й індивідуальні виключення, коли люди можуть мати більші або менші інтервали власного циркадного ритму за 24 години. Щоденне перебування під ранковим світлом повертає добовий ритм назад до 24 годин.
Люди з циркадним ритмом, близьким до 24 годин, можують спати за звичайним, соціально прийнятним розкладом уночі. Решта, котра має відхилення у вигляді 25 годин (або більше) у циркадному ритмі, мають адаптувати власний режим сну відповідно до власного циркадного годинника.
Не 24-годинний розлад сну та неспання також виникає у зрячих людей з незрозумілих причин. Їхні циркадні ритми не є нормальними, часто можуть перевищувати 25 години. При цьому їхні зорові системи функціонують нормально, але їхній мозок не в змозі пристосуватися до 24-годинного розкладу. 
Незважаючи на те, що цей розлад часто називають не 24-годинним, наприклад FDA, цей розлад також відомий як:
- синдром або розлад без 24-годинного сну та неспання[3];
- розлад вільного бігу (FRD);
- гіперніхтемеральний синдром[23];
- гіперніхтемеральний розлад циклу сон-неспання[24];
- розлад циркадного ритму сну — тип вільного бігу або невтягнутий тип;
- порушення циркадного ритму, що не відбувається протягом 24 годин (або, скорочено, N24).

Не 24-годинний розлад сну та неспання має латентний характер та може бути «надзвичайно виснажливим, оскільки він несумісний із більшістю соціальних та професійних задач».

## Механізми
Внутрішній циркадний годинник, розташований у гіпоталамусі головного мозку, генерує сигнал, який зазвичай трохи довший (іноді коротший) за 24 години (в середньому 24 години 11 хвилин). Майже у всіх це незначне відхилення виправляється впливом навколишнього середовища, особливо циклу світло-темрява, який скидає годинник і синхронізує його з 24-годинним днем. Ранкове освітлення скидає годинник раніше, а вечірнє — пізніше, таким чином закріплюючи ритм до середнього 24-годинного періоду. Якщо люди позбавлені зовнішніх сигналів, зокрема при депривації світла, наприклад, якщо живуть в печері або в штучно ізольованому середовищі без світла, їхні циркадні ритми будуть більш «вільними» — цикл може стати або більшим, або меншим за 24 години. Циркадні ритми людей, що страждають на не-24, можуть нагадувати циркадні ритми суб'єктів експерименту, котрі проживають в ізольованому середовищі, навіть якщо вони живуть в нормальному суспільстві. 
Циркадний годинник регулює багато фізіологічних процесів. Одним із ключових таких процесів є ритм сна-неспання. Звідси, якщо у людини спостерігається не-24, то їй буде характерно відчувати безсоння та денну сонливість — це виникає як наслідок того, що її внутрішній циркадний ритм не синхронізується із соціальними/сонячними 24-годинними днями, при цьому сама людина намагається відповідати загальноприйнятому графіку. Згодом її циркадний ритм повернеться до нормального рівня, коли симптоми тимчасово зникнуть. Таким чином, симптоматика не-24 має періодичний характер і виникає щотижня або щомісяця, відповідно до тривалості внутрішнього циркадного ритму людини. Наприклад, якщо людина з циркадним періодом в 24,5 години буде дрейфувати на 30 хвилин пізніше кожного дня, то кожні наступні 48 днів будуть максимально зміщуватися. Якщо ж люди з не-24 встановлюють власний графік сну та неспання, узгоджений з їхнім внутрішнім ритмом, симптоми безсоння та сонливості вдень значно зменшуються. Однак такий графік зазвичай є несумісним із більшістю професій та соціальною діяльністю людини.
Американська академія медицини сну припускає, що не-24 може бути пов'язаний із різними розладами у зрячих і сліпих людей, а також із різними внутрішніми та зовнішніми факторами. Звідси, підхід до лікування має бути комплексним, враховуючи специфіку кожного клінічного випадку. Іншими словами, для лікування не 24-годинного розладу сну та неспання можуть знадобитися різні методи. Таким чином, майбутні дослідження мають спробувати визначити та оцінити фактори, завдяки чому можна буде сформувати ефективні стратегії лікування не-24.

## Діагностика
Цей розлад може мати симптоматичні періоди, коли «час високої схильності до сну поступово зміщується, таким чином, що пацієнти відчувають денну гіперсонливість і нічне безсоння».
У зрячих людей діагноз, як правило, ставлять на основі історії постійної затримки настання сну, яка не відбувається протягом 24 годин. Хаякава у 2005 році, на основі 57 випадків зрячих пацієнтів, повідомив, що середня тривалість дня становила 24,9 ± 0,4 години (з діапазоном 24,4–26,5).

## Медична класифікація
Міжнародна класифікація розладів сну (ICSD)
| Ім'я                                                                                            | Код      | Джерело          | рік      | Цитування |
| ----------------------------------------------------------------------------------------------- | -------- | ---------------- | -------- | --------- |
| Не 24-годинний розлад ритму сну та неспання                                                     |          | ICSD-3           | 2014 рік | [ 29 ]    |
| Синдром не 24-годинного сну та неспання (альтернативно, розлад не 24-годинного сну та неспання) | 780.55-2 | ICSD-2           | 2005 рік | [ 30 ]    |
| Синдром не 24-годинного сну та неспання (або розлад не 24-годинного сну та неспання)            | 780.55-2 | ICSD Переглянуто | 1997 рік | [ 31 ]    |
| Синдром не 24-годинного сну та неспання (або розлад не 24-годинного сну та неспання)            | 780.55-2 | ICSD             | 1990 рік |           |
| Синдром не 24-годинного сну-неспання                                                            | C.2.d    | DCSAD            | 1979 рік | [ 32 ]    |

У 2005 році розлад визнано в Національному центрі охорони здоров'я США та Центрах медичної допомоги США в адаптації та розширенні Міжнародної статистичної класифікації хвороб та пов'язаних із ними проблем (МКБ).
- ICD-9-CM: Порушення циркадного ритму сну, тип вільного бігу; код 327.34 набрав чинності з жовтня 2005 року. До введення цього коду був доступний неспецифічний код 307.45, Розлад циркадного ритму сну неорганічного походження, який станом на 2014 рік залишається кодом, рекомендованим DSM-5.
- ICD-10-CM: порушення циркадного ритму сну, тип вільного бігу; код G47.24 мав набути чинності 1 жовтня 2014 року.

З 2013 року цей розлад визнано Американською психіатричною асоціацією :
- DSM-5, 2013: Розлади циркадного ритму сну та неспання, не 24-годинний тип сну та неспання; Рекомендований код 307.45 за МКБ-9-СМ (підтвердження 327.34 не робиться), а код МКБ-10-СМ G47.24 рекомендовано, коли він набуде чинності[33].

## Лікування

### Тасімелтеон
У січні 2014 року Управління з контролю за продуктами й ліками (FDA) схвалило агоніст мелатоніну тасімелтеон для лікування сліпих людей, хворих на не 24-годинний розлад сну та неспання. Це перший схвалений FDA препарат для будь-якого порушення сну, пов'язаного з циркадним ритмом, оскільки пряма регуляція мелатоніну неможлива. У найбільшому дослідженні лікування не-24 було продемонстровано, що тасімелтеон безпечно та ефективно лікує повністю сліпих людей: сихнхронізація зовнішніх та внутрішніх ритмів відбулася у 20 % (8 із 40) контрольної групи, які отримували даний препарат, в порівнянні з 3 % (1 із 38), які отримували плацебо. В окремому мета-аналізі добавка мелатоніну мала набагато кращі результати при синхронізації ритмів — 67 % (12 з 18) серед вибірки. Дослідження, які безпосередньо порівнюють тасімелтеон і мелатонін, ще не проведені. Автори відзначили, що нижчі показники у тасімелтеону могли бути пов'язані з короткою тривалістю лікування.

### Мелатонін, світлотерапія та скототерапія

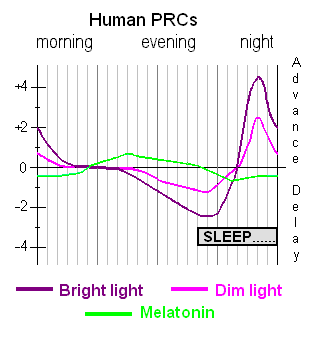
Криві фазової реакції на світло та на введення мелатоніну

Застосування мелатоніну за 1 годину до сну вважається ще одним методом лікування для людей, що страждають на не-24. Однак важливо зазначити, що мелатонін може лікувати лише нездатність заснути. Він не здатний розв'язати проблему денної сонливісті.
Світлотерапія, котра передбачає вплив яскравого світла тисячами люкс білого світла або приблизно 400 люкс синього світла під час пробудження, щоб протидіяти тенденції до затримки циркадних ритмів (подібно до лікування розладу затримки фази сну та сезонного афективного розладу), наразі не рекомендується, доки не з'являться додаткові наукові дослідження (хоча в деяких випадках світлотерапія була ефективною). Її можна поєднати з скототерапією, яка передбачає фільтрацію синього світла (за допомогою програмного забезпечення, екранних фільтрів або жовтих окулярів) і насиченням червоним світлом із низьким рівнем люксів за кілька годин до сну, щоб уникати пригнічення мелатоніну. 
І введення мелатоніну, і світлотерапія діють шляхом зсуву циркадних ритмів відповідно до кривої відповіді на фазу (PRC), причому PRC мелатоніну є зворотньою кривою до світлового PRC. Крім того, світло може пригнічувати секрецію мелатоніну. Обидві форми терапії мають тривалість приблизно 12 годин у протилежній фазі: легкі стрибки PRC на початку дня та спади протягом дня з депресією через 8 годин протягом останніх 4 годин, тоді як природний мелатонін стрибає на початку біологічної ночі і падає приблизно під час пробудження або сприйняття світла. Перші 8 годин називають «зоною випередження», а останні кілька годин — «зоною затримки». Зміна від зони випередження до зони затримки є прогресивною, проходячи через довгу область без ефекту («мертва зона»), але зміна від зони затримки до зони випередження є різкою, що відбувається за кілька годин до часу пробудження або сну для світла або мелатонін відповідно. Коли добавки мелатоніну приймаються в зоні випередження рівня мелатоніну PRC (тобто в останні кілька годин перед сном), це скидає годинник раніше; при прийомі в зоні затримки мелатоніну PRC (тобто за кілька годин до та після часу пробудження) годинник зсувається пізніше. Іншими словами, мелатонін має найбільший ефект, якщо його приймати в той час, коли природний мелатонін зазвичай відсутній, тобто протягом дня: якщо приймати його вранці, мелатонін викликає затримку фази (пересувається на більш пізній час), а коли приймається після обіду та вечора це спричиняє прогресування фази (зрушення на більш ранній час). Однак для людини із затримкою фази сну час біологічного ранку та біологічного дня/вечора може відрізнятися залежно від циркадного зсуву годинника у людини. Це означає, що якщо мелатонін приймати під час звичайного часу сну та пробудження (тобто у звичайний нічний час), він може не мати ефекту. Таким чином, успішна синхронізація зовнішніх та внутрнішніх ритмів залежить як від дози мелатоніну, так і від відповідного часу введення мелатоніну. Точність, необхідна для успішного визначення часу введення мелатоніну, та визначення дозування спочатку складно визначити. Однак синхронізація зовнішніх та внутрнішніх ритмів спостерігається і при введенні дози мелатоніну 0,05 мг, за умови його введення в один час щодня, доки циркадний ритм не зміниться настільки, аби він почав збігатися із введенням мелатоніну (адаптація займає приблизно від 1 до 2 місяців).
До того ж, природні коливання у межах циркадного ритму, як-от сезонні зміни, що включають температуру, години денного світла, інтенсивність освітлення та дієту, можуть впливати на ефективність секреції мелатоніну та якість світлотерапії, оскільки вони регулюють гормональний гомеостаз. Окрім того, подорожі, фізичні вправи, стрес, алкоголь або навіть використання світловипромінювальних технологій, близьких до суб'єктивного вечора/ночі, можуть негативно вплинути на вже стабілізований цикл. 

## Поширеність
На даний момент, у Європейському Союзі налічується 140 000 людей із не 24-годинний розлад сну та неспання — як зрячих, так і сліпих — із загальною поширеністю приблизно 0,03 %. Невідомо, скільки саме людей з цим розладом звертається за медичною допомогою, отже дані показники можуть бути вищими. Європейський портал рідкісних захворювань Orphanet зараховує не-24 в катеогорію рідкісних захворювань: менше 1 ураженої людини на кожні 2000 населення. Національна організація США з рідкісних захворювань (NORD) також зараховує не-24 до рідкісних захворювань.

### Люди із сліпотою
Незважаючи на те, що не-24 можуть діагностувати будь-кому, розлад вражає до 70 % повністю сліпих людей. Дослідники підрахували, що з 1,3 мільйона сліпих людей у США 10 % взагалі не сприймають світло. З цієї групи, за оцінками, приблизно від 65 000 до 95 000 американців, мають не-24.

## Історія
У 1980-х і 1990-х роках кілька випробувань введення мелатоніну повністю сліпим людям без сприйняття світла призвели до поліпшення режиму сну, але на той час ще було невідомо, чи були переваги пов'язані із залученням світлових сигналів. Здатність впливати на циркадні ритми завдяки мелатаніну вперше була продемонстрована Редманом у 1983 році на щурах, яких утримували у вільному від часу середовищі. Потім, використовуючи ендогенний мелатонін як маркер циркадних ритмів, кілька дослідницьких груп показали, що введення мелатоніну в належний час може викликати вільний ритм у повністю сліпих: вони виявили, що 6 із 7 пацієнтів, які отримували 10 мг мелатоніну перед сном зазвичай мали нормальний циркадний ритм, а коли дозу поступово знижували до 0,5 мг у трьох суб'єктів, то тенденція зберігалася. Згодом було помічено, що лікування з 0,5 доза мг може призвести до стандартного біоритму деяких пацієнтів. Цікаво, що одиного суб'єкта нормалізація не пройшла по більшій дозі, проте біоритм нормалізувався з меншою. Низька доза регулює рівень мелатоніну в крові, подібний до концентрацій, які природним чином виробляються нічною секрецією шишкоподібної залози.
Стабільно, з 1980-х у сфері досліджень мелатоніну і агоністів рецепторів мелатоніну спостерігається постійний зріст. У 2005 році рамелтеон (торгова назва Rozerem) став першим агоністом мелатоніну, затвердженим у США і призначеним для лікування безсоння у дорослих. Мелатонін у формі пролонгованого вивільнення (торгова назва Circadin) був схвалений в 2007 році в Європі (ЄС) для застосування як короткострокове лікування первинного безсоння у пацієнтів у віці 55 років і старше. Тасімелтеон (торгова назва Hetlioz) отримав схвалення FDA у січні 2014 року для сліпих людей з діагнозом не-24. TIK — 301 (Tikvah Therapeutics, Атланта, США) проходить другу фазу клінічних випробувань у Сполучених Штатах з 2002 року, і з травня 2004 року його використовують як лікування порушення циркадного ритму сну у сліпих людей без сприйняття світла, а також у людей з пізньою дискінезією.
Першим описом випадку людини з не 24-годинним розладом сну та неспання, котра жила 26-годинним робочим днем («Людина із занадто довгим днем» Енн Л. Еліотт,. листопад 1970 р.) На противагу цьому, більш поширений розлад уповільненої фази сну не був описаний до 1981 року.
Перше детальне дослідження не-24 у сліпого суб'єкта було проведено Майлзом Лі та його колегами в 1977 році. Дослідники повідомили про 28-річного чоловіка, який мав 24,9-годинний ритм сну. Навіть із дотриманням типового 24-годинного розкладу для сну, підйому, роботи та їжі, ритми тіла чоловіка продовжували змінюватися.

## Дослідження
Не кожна повністю сліпа людина має нестабільний ритм сна-неспання. Однак ті, у котрих спостерігається ритми із відхиленням від типового розкладу, часто демонструють відносну адаптивність, оскільки їхні ендогенні ритми наближаються до нормального часу. Припускається, що існують нефотичні сигнали часу, які важливі для синхронізації зовнішніх та внутрішніх ритмів, проте дану царину варто дослідити більш детально.
Попереднє дослідження світлочутливості вказує на те, що і відсутність чутливості, і циркадна гіперчутливість до світла може вплинути на пацієнтів із розладом уповільненої фази сну.

## Суспільство
NASA дослідило потенційний вплив на циркадний ритм і можливий розвиток розладу сну та неспання у астронавтів- людей, які вирушать в місію на Марс. Оцінка персоналу місії проводилася дистанційно, підпорядковано проектом Phoenix Mars Lander. За основу оцінки покладений марсіанський день — 24.65 години протягом 78 днів.